# Kirkcudbright
Kirkcudbright (gael. Cille Chuithbeirt) – miasto w południowo-zachodniej Szkocji, w jednostce administracyjnej Dumfries and Galloway, dawniej stolica hrabstwa Kirkcudbrightshire. Położone jest nad rzeką Dee, u jej ujścia do zatoki Kirkcudbright (Morze Irlandzkie). W 2011 roku liczyło 3352 mieszkańców.
Nazwa miasta wywodzi z języka gaelickiego i oznacza „kościół św. Kutberta”. Co najmniej od X wieku w miejscu tym znajdował się klasztor. W XII wieku funkcjonowały tutaj klasztory cysterski i augustiański, a w XIII wieku przybyli tutaj także franciszkanie.
W XV i XVI wieku Kirkcudbright było zamożnym portem handlowym, przez który wywożone były w dużych ilościach szkockie tkaniny. W 1507 roku miasto splądrowali piraci z Wyspy Man. W ciągu dwudziestu lat powróciło ono jednak do dawnej świetności. XVII i XVIII wiek były okresem zastoju w lokalnej gospodarce. W 1854 roku do miasta dotarła kolej. W XIX i XX wieku miasto zyskało na popularności wśród artystów.
Do głównych zabytków należą ruiny zamku MacLellan's Castle (ukończony w 1582 roku), oraz XVIII-wieczna rezydencja Broughton House, w latach 1901–1933 miejsce zamieszkania malarza Edwarda Hornela.